# Пустовит, Елена Степановна
Елена Степановна Пустовит (укр. Олена Степанівна Пустовіт; род. 3 июня 1923 года) — сменный мастер Стрыйской обувной фабрики, Львовская область, Украинская ССР. Герой Социалистического Труда (1960).
Родилась в 1923 году в крестьянской семье в селе Подставки. Окончила сельскую школу. Участвовала в Великой Отечественной войне.
После демобилизации окончила Киевский техникум лёгкой промышленности. С 1950-х годов — механик-наладчик швейных машин, сменный мастер Стрыйской обувной фабрики (позднее — Стрыйский филиал Львовской обувной фабрики «Прогрес»).
Досрочно выполнила личные социалистические обязательства и производственные задания Шестой пятилетки (1956—1960). Указом Президиума Верховного Совета СССР от 7 марта 1960 года «в ознаменование 50-летия Международного женского дня, за выдающиеся достижения в труде и особо плодотворную общественную деятельность» удостоена звания Героя Социалистического Труда с вручением ордена Ленина и золотой медали «Серп и Молот».
После выхода на пенсию проживала в городе Стрый Львовской области.
Награды
- Герой Социалистического Труда
- Орден Ленина
- Орден Красной Звезды
- Орден Отечественной войны II степени (06.04.1985)